# Schistura coruscans
Schistura coruscans és una espècie de peix de la família dels balitòrids i de l'ordre dels cipriniformes.

## Morfologia
Els mascles poden assolir els 6,6 cm de longitud total.

## Distribució geogràfica
Es troba a la conca del riu Mekong a Laos.

## Amenaces
Les seues principals amenaces són la desforestació, les pràctiques agrícoles, l'erosió del sòl, la sedimentació, la mineria d'or, la construcció de preses, la contaminació de l'aigua i, també, la possible extracció de mineral de ferro en un futur proper.